# Festival del lago de Ypacaraí
En la República del Paraguay en la ciudad de Ypacaraí, Departamento Central desde el año 1971, entre los meses de agosto y septiembre se realiza un festival folklórico donde se da énfasis a las manifestaciones culturales.

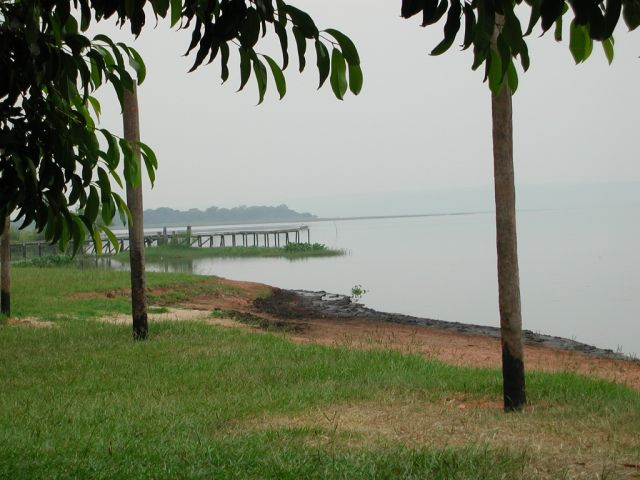
Vista desde la orilla del Lago Ypacarai.

Todo esto con el objetivo de mantener viva en la memoria de la gente a grandes personas que fueron y son hitos en diversas disciplinas artísticas. Y por sobre todo promover el amor por esas cosas que tanto caracterizan a una ciudad y porque no a todo un país.

## Reseña histórica
El Festival del Lago nace en el año 1971 por iniciativa de un grupo de ciudadanos ypacaraienses amantes del folclore, fin de celebrar el aniversario de creación del distrito. Se conformó para ello una Comisión Organizadora presidida por Carlos "Chiquito" Schwarz. La primera realización fue hecha en el mes de septiembre. 
Esta fue una alternativa para incentivar el amor por lo auténticamente nacional ante el avance de otras alternativas musicales, que tenía gran aceptación especialmente en la población joven, teniendo en cuenta que la ciudad de Ypacarai era representativa de la canción paraguaya más emblemática en el mundo: Recuerdo de Ypacarai.
A fin de tener la autorización para llevar a cabo ese noble objetivo, una delegación encabezada por el presidente de la Comisión organizadora, viajó a Buenos Aires, Argentina donde residía Don Demetrio Ortiz. Quien estuvo muy de acuerdo en incentivar la música folklórica a la juventud paraguaya, como así también dar oportunidad a nuevos talentos del arte folklórico nacional y permitió que se premiara a estos nuevos valores con el trofeo:  "Recuerdo de Ypacarai"
En este primer festival se rindió homenaje a Demetrio Ortiz autor de la guarania Recuerdos de Ypacarai quien estuvo presente con su familia. También acompañó al homenajeado desde Buenos Aires, el conjunto "Los luceros del Paraguay", bajo la Dirección del ypacaraiense Fernando Valenzuela.
La primera realización fue hecha en el club 24 de mayo, en un pequeño escenario. La buena aceptación de la población, alentó a los organizadores a dar un paso más para seguir creciendo y poder realizar al año siguiente ante una mayor cantidad de audiencia y de valores musicales nacionales.

## Etapas del Festival
Este Festival ha pasado por dos etapas de considerada importancia:
La primera; se preocupó por mantener las expresiones culturales y los valores tradicionales del país a través de sus distintas manifestaciones como la danza, la poesía y la artesanía llegando a su punto más alto en la década de los 80.
La segunda; comienza cuando deciden asumir el compromiso por la reivindicación de los derechos humanos no respetados por el régimen dictatorial precedido por el General Stroessner, lo que motivo al gobierno prohibir en el año 1986, mediante una resolución del Ministerio del Interior, todas las actividades de este festival.
Aun así el pueblo no abandonó las esperanzas de seguir con esta actividad, la ciudadanía tomo coraje y toda la comunidad ypacaraienses recibió el apoyo solidario de todo el país y las actividades festivaleras se mudaron al predio de la Iglesia parroquial todo con custodia policial.
En 1989 con la caída del gobierno dictatorial y la llegada de la democracia también renace el festival con mucha más expectativa. Hoy lleva más de 37 años de vigencia.

## El Festival con Presencia Internacional.
Desde sus primeros años el festival inició un fluido intercambio con otros festivales internacionales similares en objetivos el dar a conocer y jerarquizar la cultura del país.
Estuvo en festivales de Argentina como las de Santa Fe, Córdoba, Festival Nacional del Folklore de Pirané, en Chile el Festival Folklórico de Yacuiba, así como en Brasil y Bolivia.
Esta presencia internacional tiene reciprocidad con la venida de sus delegaciones al Festival del Lago Ypacarai.

## Participación internacional
A partir del año 1973 se sumaron los primeros grupos artístico internacionales como ser Los del Suquia, en su momento un grupo consagrado en la Argentina, Los Carabajal, Los Cantores del Alba, La Compañía Argentina de Danza, Teresa Parodi y otros tanto de este país.
Del Brasil han participado grupos como Ballet Primitivo del Arte Negro del estado de Pernambuco, Xaxado, de Paraíba. Perú con el grupo de danza Perú Negro, Aukamaru, Roberto Parra y muchos otros. México presente con el Mariachi Los Pasajeros, Mariachi Nacional de México entre otros.
Grupos de grandes artistas de Uruguay, Chile y Bolivia también han dejado sus marcas en su paso por este Festival. La lista sería muy larga si monbraramos a todas estas personas de gran trascendencia que hacen posible la difusión del arte.
Este festival no se redujo solamente a lo musical, pues con el festival nacía la Primera escuela municipal de danza lo que permitió la difusión e de este arte. Con el correr del tiempo se fueron sumando otras manifestaciones culturales en la programación.

## Premiación del Festival
En el año 1976 se instituye el trofeo Recuerdos de Ypacarai, otorgado por un jurado especialmente designado en cada edición, entregado tanto para en el ámbito nacional como internacional. En dicha oportunidad el trofeo mayor fue entregado a la delegación de la República Federativa del Brasil, compuesta por su Grupo de danzas y Scola do zamba; mientras que la delegación argentina, representada en esa oportunidad por el conjunto de música indoamericana "Altiplano 5", recibió la mención como Revelación de dicho Festival Internacional. 
Hoy podemos decir que el Festival del Lago de Ypacarai es el mayor escenario del folklore latinoamericano en el Paraguay.

## Homenajeados en los distintos festivales

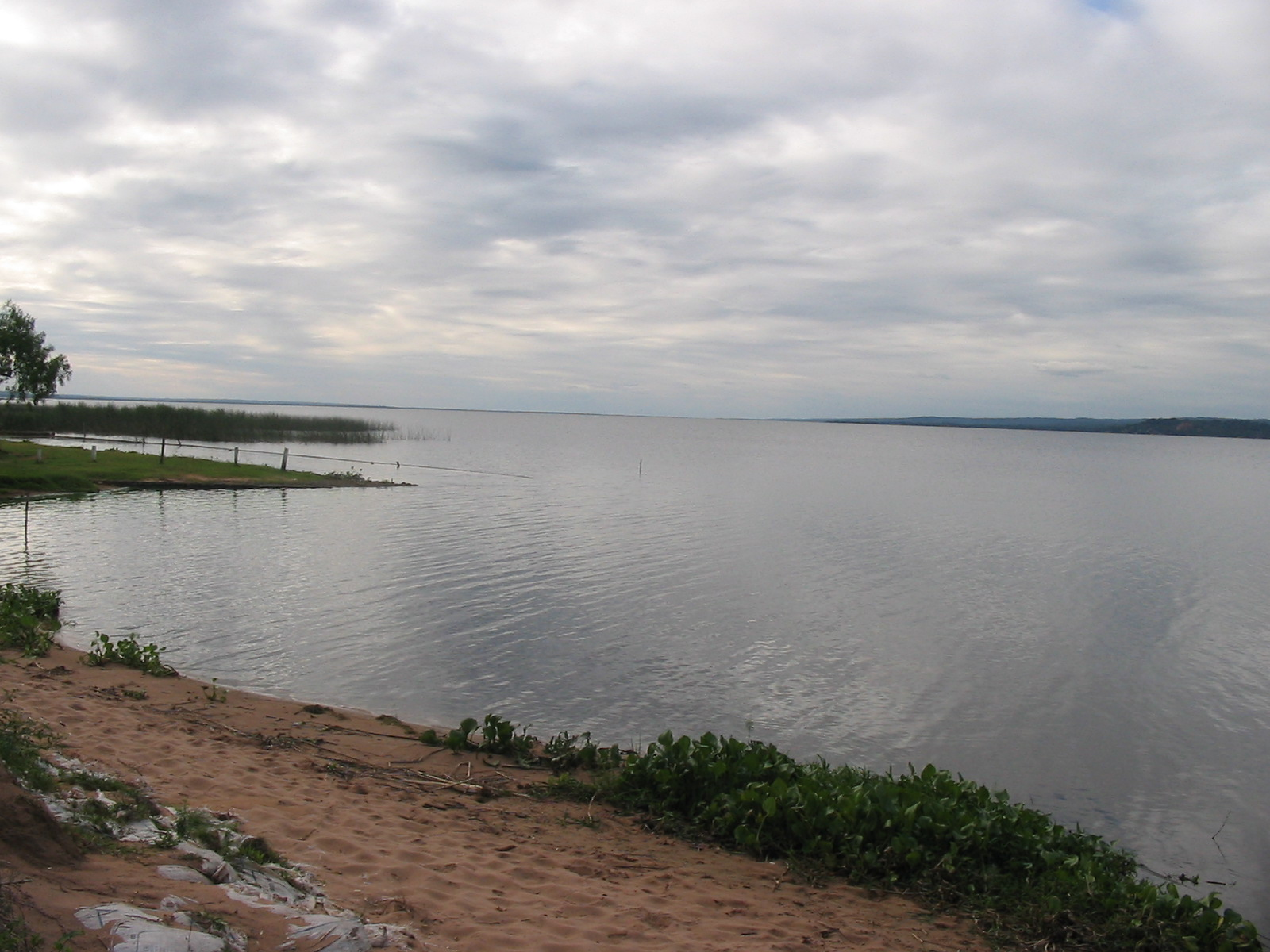
El lago Ypacaraí.

La siguiente nómina de homenajeados en las ediciones del festival, con el pasar del tiempo los organizadores fueron ampliando para los festivales específicos como el teatro danza y artesanía en algunos de estos festivales faltan datos, esta omisión es involuntaria. 
En el año 2006 se repitió el homenaje a Renée Ferrer en el festival de la poesía; en el 2001 la comisión decidió incluir entre los homenajeados a los del quehacer artesanal.

## Festival del Lago de Ypacarai
- 1971,	Demetrio Ortiz
- 1972,	Félix de Ypacaraí / María Cristina Gómez Rabito
- 1973,	Alberto de Luque
- 1974,	Diosnel Chase
- 1975,	Luís A. del Paraná
- 1976,	Teófilo Escobar
- 1977,	Agustín Barboza
- 1978,	Mujer paraguaya compañera del artista
- 1979,	Florentín Giménez
- 1980,	Eladio Martínez
- 1981,	Mauricio Cardozo Ocampo
- 1982,	Félix Fernández
- 1983,	Darío Gómez Serrato
- 1984,	Teodoro S. Mongelós
- 1985,	Músicos de la Epopeya del Chaco
- 1986, 1987 y 1988, PROHIBIDO
- 1989,	Maneco Galeano
- 1990,	Augusto Roa Bastos
- 1991,	Dúo Quintana-Escalante
- 1992,	Alejandro Cubilla
- 1993,	Juan Alfonso Ramírez y los Indios
- 1994,	José Magno Soler
- 1995,	Zulema de Mirkin
- 1996,	Vocal Dos
- 1997,	El pueblo
- 1998,	Rigoberto Arévalo
- 1999,	Los hermanos González
- 2000,	Juan Cancio Barreto
- 2001,	Efrén Echeverría
- 2002,	Carlos Federico Abente
- 2003,	Carlos Niz
- 2004,	Neneco Norton
- 2005,	Ricardo Flecha
- 2006,	Epifanio Méndez Fleitas
- 2007,	Oscar Nelson Safuán

## Festival de la poesía
- 1990,	Elvio Romero
- 1991,	María Luisa Artecona de Thompson
- 1992,	Félix de Guarania
- 1993,	Renée Ferrer de Arréllaga
- 1994,	Gladys Carmagnola
- 1995,	Luis María Martínez
- 1996,	Ramiro Domínguez
- 1997,	José Luís Appleyard
- 1998,	Elsa Wiezell
- 1999,	Oscar Ferreiro
- 2000,	Teresa Servián de Sosa
- 2001,	Pedro Encina Ramos
- 2002,	Ramón Silva
- 2003,	Mercedes Jané
- 2004,	Aurelio González Canale
- 2005,	Rubén Bareiro Saguier
- 2006,	Renée Ferrer de Arréllaga
- 2007,	Mario Rubén Álvarez
- 2019, Osvaldo González Real

## Festival del Teatro
- 1982,	José Arturo Alsina
- 1983,	Máxima Lugo
- 1984,	José L. Melgarejo
- 1985,	Josefina Plá
- 1989,	Alcibíades González Delvalle
- 1990,	Ernesto Báez
- 1991,	Sin datos precisos
- 1992,	Rudi Torga
- 1993,	Tito Chamorro
- 1994,	Pedro Moliniers
- 1995,	Sara Giménez
- 1996,	Erenia López
- 1997,	María Helena Sachero
- 1998,	Edith Errecartes
- 1999,	César Álvarez Blanco y Rafael Rojas Doria (Los Compadres)
- 2000,	Jesús Pérez
- 2001,	Victoria Figueredo
- 2002,	Nizugan
- 2003,	Mercedes Jané
- 2004,	Luis D'Oliveira
- 2005,	Humberto Gulino
- 2006,	Jorge Ramos[1]
- 2007,	Compañía Roque Sánchez-Graciela Pastor
- 2019, José Luis Ardissone

## Festival de la Danza
- 1990,	Celia Ruiz de Domínguez y Gilda Ruiz de Segovia
- 1991,	María Magdalena Duarte Melgarejo y Emilio Barrientos
- 1992,	Petronita Vinader
- 1993,	María Balbina Vera
- 1994,	Rosa Vera de Barúa y Dora Rabito de Sosa
- 1995,	Lilian Garicoche
- 1996,	Elizabeth Vinader
- 1997,	Mercedes Vera
- 1998,	Sussy Sacco
- 1999,	Mirtha Cabañas de Bonzi
- 2000,	Pamela Fretes
- 2001,	Cándido Duarte y Gladys Lenguaza
- 2002,	Reina Cáceres
- 2003,	Natalia Ramos y Felicita Patiño de Márquez
- 2004,	Mirta Lenguaza
- 2005,	Katy Ortega
- 2006,	Beatriz Frutos
- 2007,	Zully Vinader
- 2019, Teresita Eugenia - Reina- Menchaca Caballero

## Festival de la Artesanía
- 2001,	Marcial Medina
- 2002,	Indalecio Chávez y Del Rosario Sanabria
- 2003,	Rosa Brítez
- 2004,	Federico Giménez
- 2005,	Benjamín Patiño y Serafín Montanía
- 2006,	Alejandrino García
- 2007,	Ramón Ayala Salim
- 2019, Luciano Centurión Servin